# 埃斯普龙塞达
埃斯普龙塞达（西班牙語：Espronceda）是西班牙纳瓦拉的一个市镇。总面积9平方公里，总人口166人（2001年），人口密度18人/平方公里。